# Kopiikî, Velîka Pîsarivka
Kopiikî (în ucraineană Копійки) este un sat în comuna Iamne din raionul Velîka Pîsarivka, regiunea Sumî, Ucraina.

## Demografie
Componența lingvistică a localității Kopiikî
     Ucraineană (100%)
Conform recensământului din 2001, toată populația localității Kopiikî era vorbitoare de ucraineană (100%).